# Благодатное (озеро, Хабаровский край)
Благода́тное — озеро в Хабаровском районе Хабаровского края России.
Расположено в долине реки Сита в окрестностях сёл Благодатное и Князе-Волконское. Своим названием водоём обязан близкорасположенному селу.
В долине реки Сита в 1980-е—1990-е годы производилась добыча гравия при помощи земснаряда. После окончания разработки полезных ископаемых на этом месте образовалось большое озеро искусственного происхождения — пруд.
Озеро является местом летнего и зимнего отдыха местных жителей и хабаровчан. Северная часть озера мелководная, там оборудован пляж с зоной отдыха, летними кафе. Южную, глубоководную часть озера облюбовали любители водномоторных видов спорта (гидроциклы). Северо-западная часть озера, не имеющая дорог и заросшая кустарником, привлекает внимание рыболовов-любителей.
В зимнее время на льду озера проводится чемпионат Хабаровского края по трековым авто- и мотогонкам.
Озеро Благодатное соединено протокой с рекой Сита, уровень воды в озере зависит от уровня воды в реке. Севернее озера протекает река Обор, впадающая в Ситу возле села Князе-Волконское.
Посреди озера находится остров искусственного происхождения с небольшой рощей (оставлен нетронутым при добыче гравия).
Из села Благодатное до автовокзала Хабаровска ходит автобус прямого маршрута № 118.
В настоящее время в окрестностях сёл Благодатное и Князе-Волконское продолжается интенсивная добыча гравия гидромеханическим путём, работает землесосный снаряд. Через несколько лет в долине реки Сита возможно образование ещё нескольких искусственных водоёмов, не уступающему в размерах озеру Благодатное (Благодатное-2, Благодатное-3 и Благодатное-4).
- Озеро Благодатное, пляж.
- Добыча гравия земснарядом возле сёл Князе-Волконское и Благодатное.
- Космическая фотография NASA World Wind.
- Протока вытекает из озера Благодатное.
- Протока озера Благодатное, впадает в Ситу.
- Река Сита, за лесом — озеро Благодатное.